# گلوریا منزس
گلوریا منزس (اسپانیایی: Glória Menezes‎؛ زادهٔ ۱۹ اکتبر ۱۹۳۴) یک هنرپیشه اهل برزیل است.
از فیلم‌ها یا برنامه‌های تلویزیونی که وی در آن نقش داشته است می‌توان به قول اشاره کرد.